# Clostera ferruginosa
Clostera ferruginosa is een vlinder uit de familie tandvlinders (Notodontidae). De wetenschappelijke naam van deze soort is voor het eerst geldig gepubliceerd in 1934 door Gaede.
De soort komt voor in tropisch Afrika.